# Ma Xiangjun
Ma Xiangjun (xinès: 马湘君;)  (Tsingtao, 30 d'octubre de 1964) és una tiradora amb arc xinesa, ja retirada, que va competir durant les dècades de dècada de 1980 i 1990.
El 1988 va prendre part en els Jocs Olímpics de Seül, on va disputar dues proves del programa de tir amb arc. Fou novena en la competició per equips i onzena en la prova individual. Quatre anys més tard, als Jocs de Barcelona, tornà a disputar dues proves del programa de tir amb arc. Guanyà la medalla de plata en la prova per equips, formant equip amb Wang Xiaozhu i Wang Hong, mentre en la prova individual fou tretzena.
En el seu palmarès també destaca una medalla d'or i una de bronze al Campionat del món de tir amb arc i una d'or, una de plata i una de bronze als Jocs Asiàtics.